# Collegium Classicum c.n. M.F.
Collegium Classicum c.n. M.F., afgekort M.F. is het vakdispuut voor studenten Griekse en Latijnse Taal en Cultuur (GLTC) aan de Universiteit Leiden. M.F. werd opgericht op 5 november 1913 en is daarmee het oudste vakdispuut op dit gebied in Nederland.

## Geschiedenis
M.F. werd op 5 november 1913 door zes eerste- en tweedejaarsstudenten Griekse en Latijnse Taal en Cultuur opgericht. Het doel dat deze studenten hebben met het nieuwe dispuut is "het verkeer onder de studenten in de oude letteren te bevorderen en hun den doornigen weg der wetenschap makkelijker te maken".
Tot aan de Tweede Wereldoorlog maakte het dispuut een groei mee tot ruim 25 leden. De sluiting van de Universiteit Leiden in 1940 naar aanleiding van de lezing van Cleveringa leidde ertoe dat de aanwas van nieuwe leden stokte en het contact tussen de oudere leden onder druk kwam te staan. De loyaliteitsverklaring die de studenten in 1943 moesten teken en de daaropvolgende arrestaties zorgden er voor dat de activiteiten van het dispuut gestaakt werden. Na de oorlog werden de werkzaamheden met hulp van oud-leden hervat.
Sinds de oprichting van het dispuut is de belangrijkste activiteit de maandelijkse vergadering, waar één of twee leden een lezing verzorgen.
Jaarlijks wordt er in samenwerking met de studieverenigingen Laverna en Synkratos uit Amsterdam, Boréas uit Groningen, het Sodalicium Classicum Noviomagense uit Nijmegen en Sophia Aeterna uit Leiden een voetbaltoernooi georganiseerd.

## Bekende leden
M.F. heeft sinds de oprichting in 1913 veel bekende classici, vertalers en schrijvers voortgebracht, waaronder:
- Wim den Boer (1914-1993)
- Onno Damsté (1896-1973)
- Piet Gerbrandy (1958)
- Ida Gerhardt (1905-1997)
- Ton Leeman (1921-2010)
- Ilja Leonard Pfeijffer (1968)
- Gilles Quispel (1916-2006)
- Chris Sicking (1933-2000)
- Henk Versnel (1936)
- Jan Hendrik Waszink (1908-1990)